# Moschea Kok-Gumbaz
La moschea Kok-Gumbaz è una moschea di Shahrisabz in Uzbekistan.
Venne edificata da Ulugh Beg nel 1437 in onore del padre Shah Rukh. Il suo nome significa "cupola azzurra". È la più grande moschea del venerdì della città. Il diametro della cupola è di 46 m e ciò ne favorisce una perfetta eco.
All'interno della cupola una scritta recita: "La sovranità appartiene ad Allah, la ricchezza appartiene ad Allah"

## Galleria d'immagini

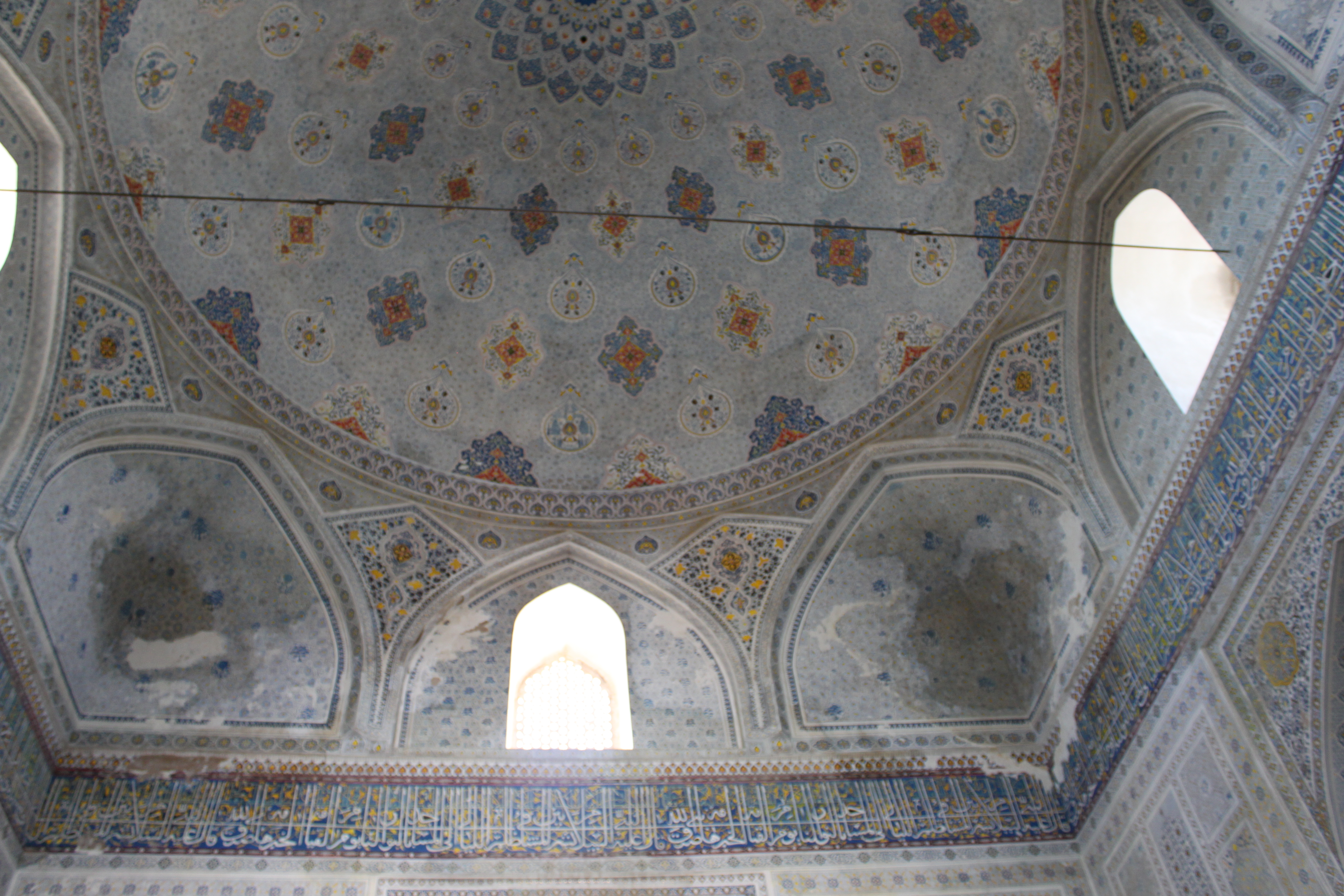
Cupola con l'iscrizione in cufico subito in basso
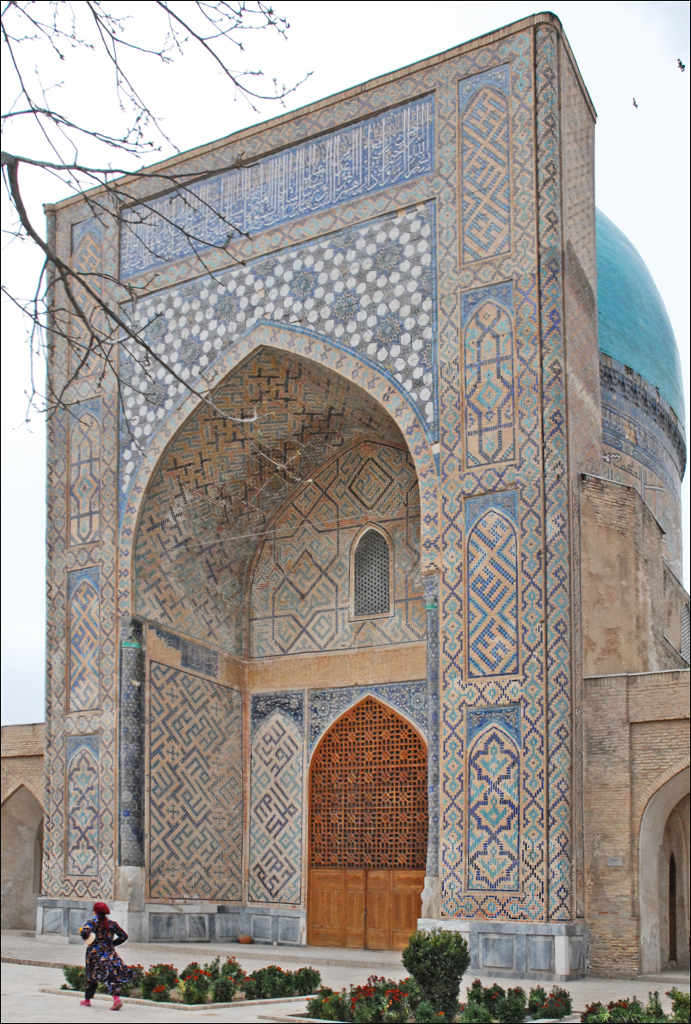
Iwan
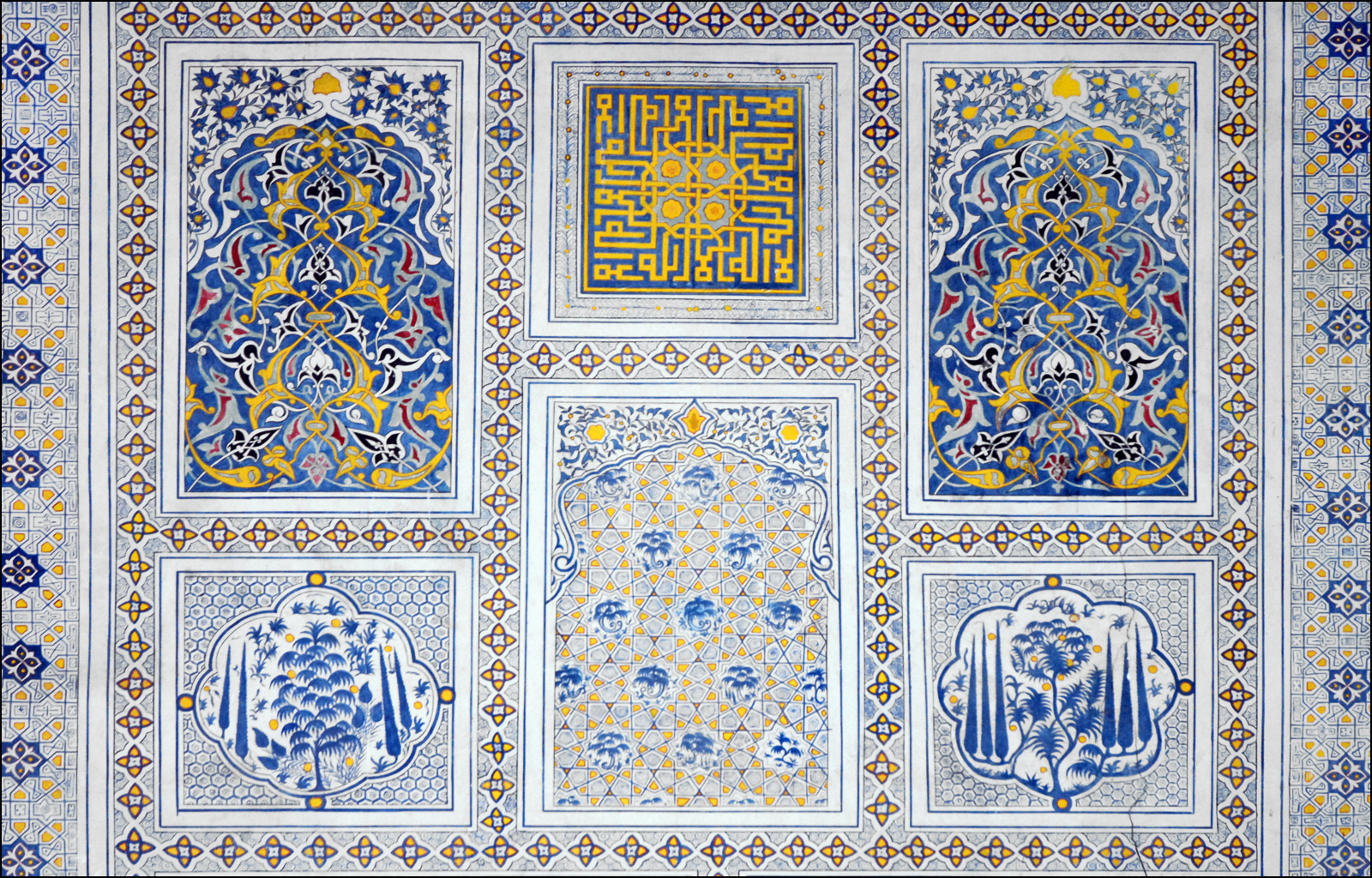
Decorazioni
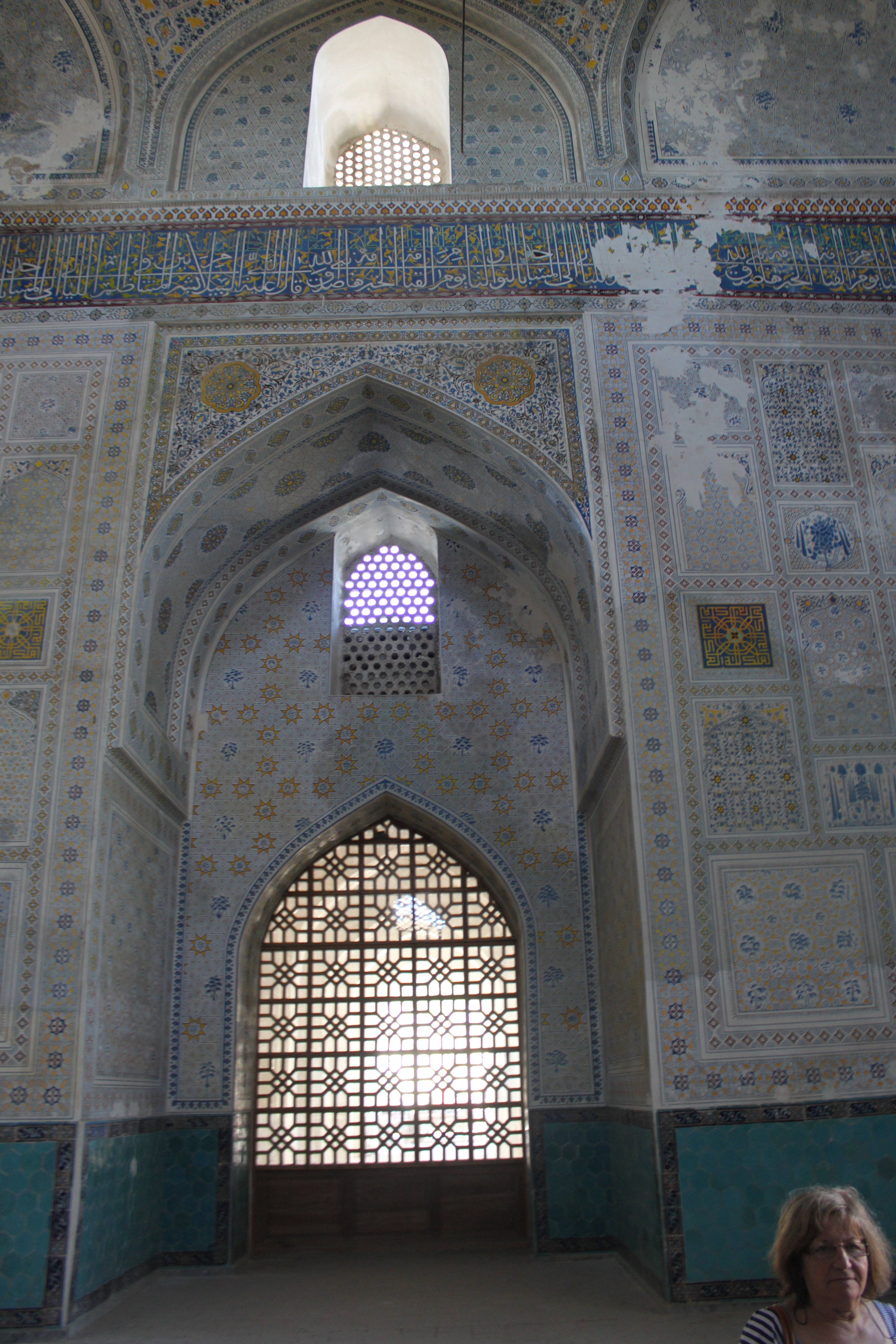
Interno